# Hrabstwo Lowndes (Georgia)

Piramida wieku hrabstwa

Hrabstwo Lowndes – hrabstwo w USA, w stanie Georgia. Jego siedzibą administracyjną jest Valdosta.

## Miejscowości
- Dasher
- Hahira
- Lake Park
- Remerton
- Valdosta

## Sąsiednie hrabstwa
- Hrabstwo Berrien (północ)
- Hrabstwo Lanier (północny wschód)
- Hrabstwo Echols (wschód)
- Hrabstwo Hamilton na Florydzie (południowy wschód)
- Hrabstwo Madison na Florydzie (południowy zachód)
- Hrabstwo Brooks (zachód)
- Hrabstwo Cook (północny zachód)

## Demografia
Według spisu z 2020 roku liczy 118,3 tys. mieszkańców, co oznacza wzrost o 8,3% w porównaniu z poprzednim spisem z roku 2010. Według danych pięcioletnich z 2021 roku 56,6% to biali (51,6% nie licząc Latynosów), 38% czarnoskórzy lub Afroamerykanie, 2,6% miało rasę mieszaną, 2,1% Azjaci, 0,5% to rdzenna ludność Ameryki i 0,2% pochodziło z wysp Pacyfiku. Latynosi stanowili 6,7% populacji hrabstwa.
Poza osobami pochodzenia afroamerykańskiego, do największych grup należały osoby pochodzenia angielskiego (7,3%), „amerykańskiego” (6,5%), irlandzkiego (6,3%), niemieckiego (5,3%), meksykańskiego (2,7%) i szkockiego lub szkocko–irlandzkiego (2,3%).

## Religia
W 2020 roku ewangelikalizm jest największym nurtem religijnym w hrabstwie obejmujący różne kierunki wyznaniowe. Inne religie obejmowały: metodyzm (6,7%), katolicyzm (1,6%), mormonizm (1%) i świadków Jehowy (1%).

## Polityka
W wyborach prezydenckich w 2020 roku, 55,4% głosów otrzymał Donald Trump i 43,4% przypadło dla Joe Bidena. 